# موزه باستان شناسی دورس
موزه باستان‌شناسی دورس (به لاتین: Durrës Archaeological Museum) یک موزه باستان‌شناسی در آلبانی است که در دراج واقع شده‌است.